# رضوان الرمضاني
رضوان الرمضاني (مواليد 6 أغسطس 1977) صحفي وإعلامي مغربي، معروف بتقديمه لبرنامج «بدون لغة خشب» (كان يُسمّى سابقا «في قفص الاتّهام») على إذاعة ميد راديو، والذي يستضيف عبره الشخصيات الأكثر إثارة للجدل. 

## مسيرته
سنة 1998، التحق الرمضاني بالمعهد العالي للإعلام والاتصال بالرباط، ثم أنهى دراسته فيه بعد أربع سنوات، ليلتحق بعد فترات متقطعة من التداريب في مجموعة من المؤسسات الإعلامية، المكتوبة والسمعية البصرية، بجريدة الصباح كصحفي متعاون، ثم صحافيا مداوما ابتداء من صيف 2002.
سبق له أن شغل رئاسة تحرير مجلة «نيشان» قبل أن يُقال من قبل مُديرها أحمد رضا بنشمسي بسبب رفضه التوقيع على «نداء الحريات»، فيما اعتبر الرمضاني أنّ إقالته كانت بسبب اعتبار بنشمسي أنه لا يتوفر على الأركان الخمسة للحداثة.  
في سنة 2020، أطلق رضوان الرمضاني برنامجاً جديداً على القناة الثانية يحمل اسم مع الرمضاني، وهو عبارة عن برنامج حواري يستضيف شخصيات سياسية.